# Reichswehr
Reichswehr (Escutar a palavra em alemãoⓘ; em português, 'Defesa do Império') era o conjunto das forças armadas alemãs no período entre 1919 e 1935, quando foram renomeadas para Wehrmacht.
Ao fim da I Guerra Mundial, que trouxe a derrota à Alemanha, as força do Império estavam deterioradas e desorganizadas, os soldados derrotados voltavam para suas casa sozinhos ou em pequenos grupos e muitos deles se juntaram num Freikorps (Corpo Independente), um grupo de unidades paramilitares de voluntários, que se envolveram em revoluções e choques de fronteira entre 1918 e 1923.
A recém-formada República de Weimar, criada com a abdicação do Kaiser, necessitava, entretanto, de uma força armada regular para defesa e policiamento do Estado. Assim, em março de 1919, o governo instituiu a Força Nacional Provisória de Defesa (Vorläufige Reichswehr ), constituída de um Exército Nacional Provisório (Vorläufiges Reichsheer), com um efetivo de 400.000 homens em sua existência e uma pequena Marinha Nacional Provisória (Vorläufige Reichsmarine). Em janeiro de 1921, foi oficialmente instituído o Reichswehr, englobando todas as forças, de acordo com as limitações impostas pelos Aliados no Tratado de Versailles.
Limitado por tratado a 100.000 homens, o Reichswehr era constituído de:
- Exército do Império (Reichsheer), composto de dois grupos de comando, com sete divisões de infantaria e três divisões de cavalaria. carros de combate, artilharia pesada e aviões eram proibidos. Carros blindados leves sobre rodas, artilharia leve (de calibre de até 75 mm, principalmente modelos pré-Primeira Guerra Mundial) e metralhadoras eram permitidos. Apesar dessas restrições, continuou-se desenvolvendo tecnologia bélica com empresas estrangeiras (como a Bofors na Suécia, possuía muitos projetistas alemães) ou os acordos feitos com os soviéticos (Tratado de Rapallo), que levaram alemães a serem treinados na URSS.
- Marinha do Império (Reichsmarine), composta de seis couraçados pré-dreadnoughts, já obsoletos no período, dos quais quatro foram retirados de serviço até 1933, seis cruzadores leves obsoletos, dois quais cinco foram retirados de serviço até 1933 e doze contratorpedeiros, totalizando 15 mil homens. Durante a segunda metade da década de 1920 até Hitler declarar inválido o Tratado de Versalhes, foram construídos mais 6 couraçados de bolso (3 da Classe Deutschland e 3 da Classe Admiral Hipper) e 6 cruzadores leves (Emden 3 da Classe Könisberg e 2 da Classe Leipzig). Submarinos e aeronaves navais eram proibidos, mas continuaram sendo desenvolvidas, a exemplo dos submarinos finlandeses Saukko e Vetehinen, desenvolvidos pela empresa holandesa Ingenieurskantoor voor Scheepsbouw (criada pelos alemães após a guerra para burlar o Tratado de Versailles) e construídos na Finlândia pela Crichton-Vulcan.Soldados da Reichswehr em treinamento, 1930.

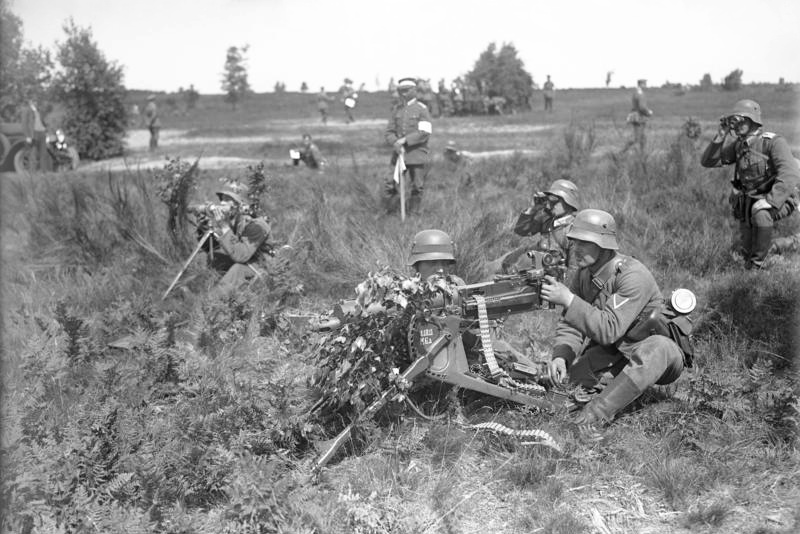
Soldados da Reichswehr em treinamento, 1930.

Apesar de limitado em tamanho e poder de fogo, seus integrantes continuaram a planejar, pesquisar e discutir novos incrementos militares, com a ajuda em certas ocasiões do Exército Vermelho. Seus oficiais e o Reichswehr como instituição nunca foram muito amigáveis da democracia, mas se mantiveram leais ao governo democrático alemão enfatizando isso com um perfil apolítico de comportamento. Isto deu à democracia alemã uma chance de se desenvolver, mas ao mesmo tempo diminuiu uma capacidade maior de resistência das Forças Armadas contra alguém como Adolf Hitler.
Apesar dos tempos de paz e das limitações do tratado - que causaram uma redução das forças armadas alemãs de 750.000 homens em 1913 para os 100.000 da época - terem aumentado sua qualidade material humana na mesma proporção - apenas os melhores e mais capazes eram aceitos no Reichswehr – a modernização constante no resto do mundo do aparelho de guerra deixava claro que o pequeno exército não tinha chances de desenvolvimento sem apoio aéreo e mecanizado, não importasse quanto esforço fosse feito no aperfeiçoamento das táticas da infantaria.
Durante o período da proibição, uma força aérea paramilitar existiu, criada em 29 de abril de 1933, a Reichluftschutzbund, responsável pela defesa aérea até a criação da Luftwaffe em 1935, quando foi fundida ao Reichsluftfahrtministerium (Ministério da Aviação do Reich), sendo extinta somente em 1945. Após a criação da Luftwaffe, seus equipamentos (aeronaves, principalmente caças e armas antiaéreas) ficaram sob controle da Luftwaffe. É importante ressaltar que foram criados muitos clubes de aviação civil na Alemanha, e que a aviação de transporte civil e postal teve início na Alemanha, principalmente após o Junkers Ju 52 ser posto em serviço. Rudolf Hess, um dos principais membros do NSDAP, que voou em 10 de maio de 1941 para a Inglaterra em busca de paz antes da invasão da URSS, era membro de um desses clubes de aviação civil. Sua missão fracassou pois Winston Churchill recusou-se a firmar paz com os alemães, ele acabou ficando preso durante o resto da guerra, foi julgado no Tribunal de Nuremberg e faleceu na prisão em 1987, num suicídio sob circunstâncias suspeitas.
Durante 1933 e 1934, após Hitler chegar ao poder como chanceler da Alemanha, o Reichswehr começou secretamente um programa de expansão e modernização, que finalmente se tornou público com o anúncio formal da criação da Wehrmacht em 1935. A altura do anúncio oficial da criação da Wehrmacht, o Reichswehr tinha crescido para 300 mil soldados, já possuía peças de artilharia de calibre superior ao permitido e também os primeiros tanques, como o Panzer I, estavam disponíveis. A marinha também começou a ser expandida, com o início da construção de submarinos, dos dois cruzadores de batalha da Classe Scharnhorst, dos dois couraçados da Classe Bismarck e do porta-aviões Graf Zeppelin. No início da guerra, apenas os dois cruzadores de batalha e 30 submarinos estavam disponíveis, sendo completados em 1941 os couraçados. O Graf Zeppelin não foi concluído, devido a interferências políticas e disputas entre os almirantes Erich Raeder e Karl Dönitz. Dönitz era a favor de dar prioridade a construção de submarinos, enquanto Raeder era a favor da conclusão do porta-aviões.